# Pyrausta delavalis
Pyrausta delavalis là một loài bướm đêm trong họ Crambidae.